# Toy Story Toons
Toy Story Toons é uma série de curtas-metragens de animação baseada na franquia Toy Story. As histórias da série começam depois de Toy Story 3. Os curtas se passam na casa de Bonnie, a nova casa dos brinquedos de Andy. Três curtas foram lançados como parte da série - Hawaiian Vacation and Small Fry em 2011 e Partysaurus Rex em 2012. Os curtas foram exibidos durante os lançamentos teatrais de filmes da Disney.

## Elenco e personagens
| Personagens           |                                                 |                   |                   |
| Personagens           | Hawaiian Vacation                               | Small Fry         | Partysaurus Rex   |
| --------------------- | ----------------------------------------------- | ----------------- | ----------------- |
| Xerife Woody          | Tom Hanks                                       | Tom Hanks         | Tom Hanks         |
| Buzz Lightyear        | Tim Allen Javier Fernandez-Peña (Buzz Espanhol) | Tim Allen         | Tim Allen         |
| Aliens                | Jeff Pidgeon                                    | Cameo             | Cameo             |
| Hamm                  | John Ratzenberger                               | John Ratzenberger | John Ratzenberger |
| Rex                   | Wallace Shawn                                   | Wallace Shawn     | Wallace Shawn     |
| Slinky                | Blake Clark                                     | Cameo             | Cameo             |
| Jessie                | Joan Cusack                                     | Joan Cusack       | Joan Cusack       |
| Sr. Cabeça de Batata  | Don Rickles                                     | Don Rickles       | Don Rickles       |
| Sra. Cabeça de batata | Estelle Harris                                  | Estelle Harris    | Estelle Harris    |
| Barbie                | Jodi Benson                                     |                   |                   |
| Sr. Pricklepants      | Timothy Dalton                                  | Timothy Dalton    | Timothy Dalton    |
| Buttercup             | Jeff Garlin                                     | Cameo             | Cameo             |
| Trixie                | Kristen Schaal                                  | Cameo             | Cameo             |
| Dolly                 | Bonnie Hunt                                     | Cameo             | Cameo             |
| Ervilhas em uma vagem | Zoe Levin                                       |                   | Cameo             |
| Ken                   | Michael Keaton                                  |                   |                   |
| Bonnie                | Emily Hahn                                      | Emily Hahn        | Emily Hahn        |
| A Mãe da Bonnie       | Lori Alan                                       | Lori Alan         | Lori Alan         |
| Risadas               | Bud Luckey                                      |                   |                   |

## Episódios
| # | Título                                                           | Dirigido por  | Estreia                | Lançado com                   |
| --- | ---------------------------------------------------------------- | ------------- | ---------------------- | ----------------------------- |
| 1 | "Férias Havaianas (PT) Férias no Havaí (BR)" "Hawaiian Vacation" | Gary Rydstrom | 24 de junho de 2011    | Carros 2                      |
| Ken e Barbie querem ir de férias ao Havaí com Bonnie, mas ficam para trás, então Woody, Buzz, Jessie e o resto dos brinquedos de Bonnie fazem férias no Havaí no quarto de Bonnie.                                                                       |                                                                  |               |                        |                               |
| 2 | "O Pequeno Buzz (PT) Um Pequeno Grande Erro (BR)" "Small Fry"    | Angus MacLane | 23 de novembro de 2011 | The Muppets                   |
| Buzz é deixado para trás em um restaurante de fast food e se depara com um grupo de apoio para brinquedos de refeição infantis descartados. Enquanto isso, uma refeição infantil de brinquedo Buzz Lightyear tenta ocupar seu lugar no quarto de Bonnie. |                                                                  |               |                        |                               |
| 3 | "Rex Festa Saurus (PT) Festassauro Rex (BR)" "Partysaurus Rex"   | Mark Walsh    | 14 de setembro de 2012 | Lançamento 3D de Finding Nemo |
| Rex é deixado no banheiro após a hora do banho de Bonnie, fazendo amizade com os brinquedos de banho de Bonnie e jogando uma rave no banheiro. |                                                                  |               |                        |                               |

## Ligações Externas
- Sítio oficial